# Angrova stezka

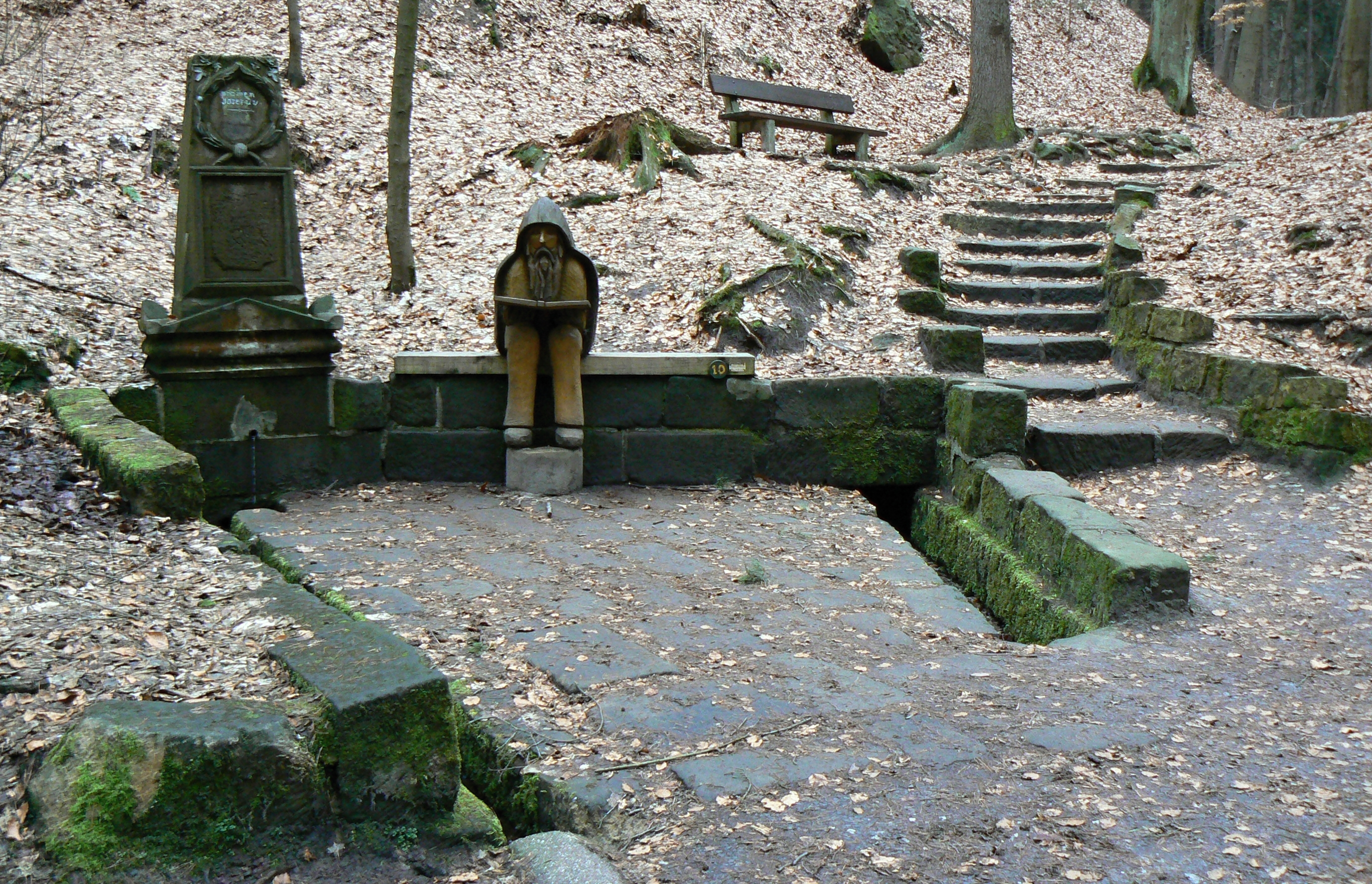
Josefův pramen na Angrově stezce.

Angrova stezka je 3,8 km dlouhá, modře značená turistická trasa na Turnovsku, spojující Sedmihorky a hrad Valdštejn. Stezka nese jméno lesního rady Leopolda Angera, zakladatele arboreta Bukovina. V mapách se pojmenování stezky poprvé objevilo v roce 1927.
Trasa začíná u železniční stanice Karlovice-Sedmihorky, prochází Hruboskalskem kolem sedmihorských pramenů, skalní oblastí Kapelník s výrazným převýšením i železnými schody a končí na rozcestí U Kavčin poblíž hradu Valdštejn, kde se napojuje na Zlatou stezku Českého ráje.

## Místa na trase
- Rozcestí u železniční stanice Karlovice-Sedmihorky
- Alej Sedmihorky
- Lázně Sedmihorky
- Naučná stezka Hruboskalsko
- Dětská lesní NS Sedmihorky
- Oblast sedmihorských pramenů
- Hruboskalsko
- Janova vyhlídka
- Rozcestí U Kavčin